# Petra Huber
Petra Huber (Mödling, 15 februari 1966) is een voormalig tennisspeelster uit Oostenrijk. Huber bereikte haar beste resultaten op gravel. Zij was actief in het proftennis van 1982 tot en met 1989.

## Loopbaan
Huber won twee ITF-titels (beide in het enkelspel). Op de WTA-tour won zij één titel in het enkelspel en twee in het dubbelspel. De enkelspeltitel veroverde zij in Barcelona in 1986, waarbij zij eerst in de halve finale afrekende met de, toen nog veertienjarige, Spaanse Arantxa Sánchez Vicario (die negen jaar later de nummer één van de wereld zou worden), om in de eindstrijd in twee sets te zegevieren over de Italiaanse Laura Garrone.
In 1984 nam Huber deel aan de Olympische spelen in Los Angeles. Al meteen in de eerste ronde trof zij de als eerste geplaatste Amerikaanse Kathleen Horvath (WTA-11), tegen wie zij niet opgewassen was.
Haar beste enkelspelresultaat op de grandslamtoernooien is het bereiken van de vierde ronde, op het US Open 1984 – in de derde ronde versloeg zij de als zestiende geplaatste Hongaarse Andrea Temesvári. Kort daarop (in oktober 1984) scoorde zij haar hoogste enkelspelnotering op de WTA-ranglijst: de 37e plaats.
Haar beste dubbelspelresultaat op de grandslamtoernooien is het bereiken van de derde ronde, op Roland Garros 1984, samen met de Joegoslavische Sabrina Goleš. Na een drietal WTA-finaleplaatsen in 1986 toucheerde zij in maart 1987 haar hoogste dubbelspelnotering op de WTA-ranglijst: de 64e plaats.
In de periode 1983–1987 maakte Huber deel uit van het Oostenrijkse Fed Cup-team – zij behaalde daar een winst/verlies-balans van 10–11. In 1986 speelden zij in de Wereldgroep, waar zij na winst op Japan en Canada de kwartfinale bereikten – daar moesten zij hun meerdere erkennen in het team uit Argentinië met onder meer Gabriela Sabatini.
Na haar profcarrière werkte zij als model, bij een muziekagentschap en als coach van een meidengroep, om vervolgens een tennisschool voor kinderen op te richten. Zij kreeg twee zonen. In Duitsland volgde zij een opleiding tot trainer van kinderen met leerstoornissen. Sinds haar echtgenoot Karl-Heinz Wetter trainer van de Oostenrijkse tennisser Jürgen Melzer is, is Huber Melzers manager.

## Posities op deWTA-ranglijst
Positie per einde seizoen:
| jaar | rang enkelspel | rang dubbelspel |
| ---- | -------------- | --------------- |
| 1983 | 92             | –               |
| 1984 | 48             | –               |
| 1985 | 73             | –               |
| 1986 | 63             | 68              |
| 1987 | 84             | 252             |
| 1988 | 179            | –               |
| 1989 | 444            | –               |

## Palmares
| Legenda                |
| ---------------------- |
| Grandslamtoernooi      |
| Olympische Spelen      |
| Year-End Championships |
| Tier I                 |
| Tier II                |
| Tier III               |
| Tier IV & V            |

### WTA-finaleplaatsen enkelspel
| nr.              | finale     | toernooi      | ondergrond | tegenstandster | score    |
| ---------------- | ---------- | ------------- | ---------- | -------------- | -------- |
| gewonnen finales |            |               |            |                |          |
| 1.               | 1986-05-11 | WTA Barcelona | gravel     | Laura Garrone  | 7-6, 6-0 |
| verloren finales |            |               |            |                |          |
| 1.               | 1984-04-09 | WTA Miami     | gravel     | Laura Arraya   | 3-6, 2-6 |

### WTA-finaleplaatsen vrouwendubbelspel
| nr.              | finale     | toernooi      | ondergrond | partner            | tegenstandsters                   | score         |
| ---------------- | ---------- | ------------- | ---------- | ------------------ | --------------------------------- | ------------- |
| gewonnen finales |            |               |            |                    |                                   |               |
| 1.               | 1984-04-29 | WTA Tarente   | gravel     | Sabrina Goleš      | Jelena Jelisejenko Natasja Reva   | 6-3, 6-3      |
| 2.               | 1986-07-20 | WTA Bregenz   | gravel     | Petra Keppeler     | Sabrina Goleš Tine Scheuer-Larsen | 6-2, 6-4      |
| verloren finales |            |               |            |                    |                                   |               |
| 1.               | 1986-05-11 | WTA Barcelona | gravel     | Petra Keppeler     | Iva Budařová Catherine Tanvier    | 2-6, 1-6      |
| 2.               | 1986-12-14 | WTA São Paulo | gravel     | Laura Gildemeister | Niége Dias Patricia Medrado       | 6-4, 4-6, 6-7 |

### Gewonnen ITF-toernooien enkelspel
| nr. | finale     | toernooi  | dotatie | ondergrond | tegenstandster in finale | score         |
| --- | ---------- | --------- | ------- | ---------- | ------------------------ | ------------- |
| 1.  | 1986-08-10 | Kitzbühel | $10.000 | gravel     | Judith Wiesner           | 3-6, 6-2, 6-0 |
| 2.  | 1987-08-02 | Kitzbühel | $10.000 | gravel     | Judith Wiesner           | 6-3, 3-6, 6-1 |

## Resultaten grandslamtoernooien
| Legenda | Legenda                          |
| ------- | -------------------------------- |
| g.t.    | geen toernooi gehouden           |
| l.c.    | lagere categorie                 |
| –       | niet deelgenomen                 |
| G       | uitgeschakeld in de groepsfase   |
| 1R      | uitgeschakeld in de eerste ronde |
| 2R      | uitgeschakeld in de tweede ronde |
| 3R      | uitgeschakeld in de derde ronde  |
| 4R      | uitgeschakeld in de vierde ronde |
| KF      | uitgeschakeld in de kwartfinale  |
| HF      | uitgeschakeld in de halve finale |
| F       | de finale verloren               |
| W       | het toernooi gewonnen            |
| w-v     | winst/verlies-balans             |

### Enkelspel
| toernooi        | 1983 | 1984 | 1985 | 1986 | 1987 | 1988 |
| --------------- | ---- | ---- | ---- | ---- | ---- | ---- |
| Australian Open | –    | –    | –    | g.t. | –    | –    |
| Roland Garros   | –    | 2R   | –    | 2R   | 3R   | 1R   |
| Wimbledon       | –    | 1R   | –    | 1R   | –    | –    |
| US Open         | 1R   | 4R   | 2R   | 1R   | 2R   | 1R   |

### Vrouwendubbelspel
| toernooi        | 1984 | 1985 | 1986 | 1987 |
| --------------- | ---- | ---- | ---- | ---- |
| Australian Open | –    | –    | g.t. | –    |
| Roland Garros   | 3R   | –    | 1R   | 1R   |
| Wimbledon       | 1R   | –    | –    | –    |
| US Open         | 1R   | 1R   | 1R   | –    |

### Gemengd dubbelspel
| toernooi        | 1984 |      | 1986 |
| --------------- | ---- | ---- | ---- |
| Australian Open | –    | g.t. |      |
| Roland Garros   | 2R   | 1R   |      |
| Wimbledon       | –    | –    |      |
| US Open         | –    | –    |      |